# كارنيفال كوربرايشن
كارنيفال كوربرايشن & بي ال سي هي شركة أمريكية-بريطانية تعد من أكبر مشغلي سفن الركاب في العالم وتملك الشركة 12 شركة فرعية للرحلات البحرية بما فيها كارنيفال كروز لاين، برنسيس كروز، هولاند أمريكا لاين، ويندستار كروز وسيبورن كروز لاين في أمريكا الشمالية; بي&أو كروز، كونارد لاين، اوسيان فيلاج وسوان هيلانك في المملكة المتحدة; أي اي دي أي في ألمانيا; كوستا كروز في جنوب أوروبا وبي&أو كروز أستراليا في أستراليا. وهي تشغل 81 سفينة باكثر من, 144,000 سرير وسيضاف لاسطولها 15 سفينة حتى 2010.